# Ange radar
Les anges radar (ou écho-mirage) sont des échos radar qui ne peuvent être attribués à des réflexions sur des cibles liquides ou solides, mais à des variations de l'indice de réfraction de l'air. Ce phénomène est comparable à l'effet miroir que l’on peut noter lorsqu’on regarde à travers un certain nombre de verres. À l'interface entre le milieu optiquement plus dense (verre) et le milieu optiquement mince (air), le rayon lumineux est en partie réfléchi. On voit donc une réflexion bien qu’il n’y ait pas de miroir à proprement parler. Le mécanisme sous-jacent est dû à la diffusion de Bragg.

## Histoire
Les premiers radars britanniques de la Chain Home furent construits à la fin des années 1930 et se révélèrent cruciaux lors de la bataille d'Angleterre. Cependant de fausses alertes se produisirent comme tard la nuit du 20 mars 1941 alors que la menace d'invasion allemande subsistait. Cette nuit-là, le Fighter Command fut placé en alerte rouge lorsque jusqu'à cinq stations distinctes signalèrent une formation massive d'échos se déplaçant lentement à travers la Manche, exactement comme pour un raid nocturne massif des bombardiers allemands. Les spots se sont approchés de la péninsule de Cherbourg en France jusqu'à moins de 60 km de la côte du Dorset mais aucune attaque ne se produisit. À la base RAF Worth, ils sont restés sur l'affichage radar pendant deux heures et ont semblé passer de groupes massifs à des échos uniques qui ont ensuite disparu.
L'expérience se produisit plusieurs fois sans obtenir d'explication. Après la guerre, ce phénomène a fait l'objet d'études considérables dans les années 1950. Les premiers radars étaient soumis à de forts échos du sol et leurs affichages présentaient souvent de nombreux échos permanents qui masquaient des parties de l'écran. Sur ces systèmes, les anges étaient difficiles à distinguer dans le fouillis radar. Le développement du concept de l'oscillateur cohérent (COHO) au Royaume-Uni a permis d'éliminer ces échos permanents, permettant aux anges d'être clairement vus pour la première fois sur une base continue.

### Anges résolus
Certains échos qui originellement étaient associés à des « anges » ont été résolus comme des cibles biologiques. En effet, des études in situ par des observateurs et des radars verticaux à très haute résolution de zones où étaient régulièrement notés des échos à certaines périodes de la journée ont révélé la correlation entre l'apparition et la disparition des échos avec le vol en groupe d'insectes ou d'oiseaux. Ainsi, en temps de migration des oiseaux, des échos apparaissent après le coucher du soleil et disparaissent à son lever, les volatiles prenant avantage de la plus faible turbulence nocturne pour effectuer leur déplacement.
L'un des premiers exemples a été enregistré en 1953 sur le radar anti-aérien n ° 4 Mk. 7, l'un des premiers à système COHO. Certains d'entre eux ont été identifiés comme des volées d'oiseaux, ce qui a conduit un ornithologue à acheter un radar antiaérien n° 3 Mk. 7 excédentaire pour effectuer le suivi des oiseaux.
Bien que les oiseaux aient été un problème pour tous les radars de l'époque, ils ont rendu le réseau d'alerte précoce de la ligne Mid-Canada presque inutilisable au printemps et à l'automne lorsque des millions d'oiseaux migrent sur le Canada. Ces radars à ondes entretenues n'avait pas de signaux cohérents et l'effet était si puissant que les radars AN/FPS-23 similaires utilisés sur la ligne DEW alors en construction furent dotés du filtrage des vitesses Doppler afin de supprimer les objets se déplaçant à moins de 200 km/h à l'écran.

## Principe
Lorsque le faisceau radar passe sur une courte distance entre deux masses d’air ayant des propriétés de réfraction très différentes mais sans précipitations, une partie du signal est rétrodiffusé vers l'antenne réceptrice. Les principaux types d'anges sont :
- des échos discrets stables (cohérents) dans le temps et non stratifiés qui se produisent au hasard dans la zone de mélange de l'air sous les nuages convectifs ou des groupes d'échos incohérents associés aux bulles thermiques ;
- les échos associés aux limites des nuages cumulus ;
- des échos stratifiés, généralement incohérents lorsqu'ils sont vus à de grandes distances mais cohérents notés à la verticale, et associés à des couches de variation rapide d'humidité.

Par exemple, lors d’une inversion matinale, les terres se réchauffent plus rapidement que les lacs au lever du soleil et les masses d’air qui les surplombent ont des caractéristiques de températures et d’humidité différentes. Cela se produit également si un courant d'air ascendant chaud et sec suit un autre froid et descendant dans des rouleaux de convection. Cet effet est appelé la diffusion de Bragg et donne des « échos en air clair ». Le radar peut même noter une vitesse de déplacement de ces échos, par l’effet Doppler-Fizeau, car les frontières des différents milieux peuvent se déplacer. Le front de brise marine est aussi associé à l'apparition d'anges alors que le gradient d'indice de réfraction est très fort entre les masses marines et terrestres.

## Impact
L'ange semble être un objet physiquement énorme sur l'écran, ayant un diamètre de plusieurs dizaines de kilomètres, qui peut obscurcir de vraies cibles. Ce phénomène peut confondre l’opérateur radar en n’étant pas filtré par les systèmes de visualisation des cibles mobiles. Il a par le passé donné lieu à des alertes et à l’envoi d’avions intercepteurs pour identifier ces « anges ».
Ceci est particulièrement notable dans les radars à balayage en mer par avions et satellites lorsque la période des vagues correspond à un certain multiple de la longueur d'onde du radar. Cet effet a été exploité dans des radars qui mesurent l'état de la mer au large (diffusiomètre) ou des radars de mesure du vent (profileur de vents).